# Göhl (Holstein)
Göhl település Németországban, Schleswig-Holstein tartományban. Lakosainak száma 1146 fő (2023. december 31.).

## Népesség
A település népességének változása:
| Lakosok száma | 881  | 1112 | 1105 | 1118 | 1149 | 1146 |
|               | 1975 | 2017 | 2019 | 2021 | 2022 | 2023 |